# Madre eroica (Federazione Russa)
Il titolo di madre eroica (in russo Мать-героиня?) viene assegnato alle madri con cittadinanza russa che abbiano partorito e cresciuto dieci o più figli cittadini russi. Le donne onorate ricevono anche un distintivo: l'Ordine della Madre Eroina. Il titolo e l'ordine sono stati stabiliti con Decreto del Presidente della Federazione Russa del 15 agosto 2022 n. 558 "Su alcune questioni relative al miglioramento del sistema di premi statali della Federazione Russa".

## Storia
In Unione Sovietica, il titolo di madre eroica fu istituito nel 1944 come il più alto grado di distinzione per le donne che avevano partorito ed educato dieci o più figli. Al 1º gennaio 1995 circa 431 000 donne avevano ricevuto il titolo.
Negli anni 2000 in Russia sorse una discussione sul ripristino di questa onorificenza. Nel maggio del 2008, il presidente Dmitrij Medvedev istituì l'Ordine della Gloria dei Genitori, che viene assegnato a genitori naturali o adottivi di sette o più figli.
Nel maggio del 2022, in una riunione del Presidium del Consiglio di Stato, il capo dell'Associazione delle famiglie numerose di Mosca, Natalya Karpovich, si rivolse a Vladimir Putin chiedendo di assegnare il titolo di "madre eroica" alle donne che avessero partorito cinque o più figli. I deputati della Duma di Stato iniziarono quindi a lavorare su un disegno di legge per ripristinare l'onorificenza. Il 1º giugno 2022, in occasione della Giornata dei bambini, il presidente invitò a ripristinare il titolo di "madre eroica" e di aggiungervi il pagamento di un milione di rubli. Putin osservò che al giorno d'oggi "le tradizioni di una grande, grande famiglia" stanno gradualmente rivivendo e definì la situazione demografica della Russia "estremamente difficile", chiedendo misure di "natura cardinale", una delle quali dovrebbe essere l'incoraggiamento nella forma di un'onorificenza e di premi materiali.

## Assegnazione
Secondo il Decreto del Presidente della Federazione Russa del 15 agosto 2022 n. 558 "Su alcune questioni relative al miglioramento del sistema di premi statali della Federazione Russa", il titolo di madre eroica è il più alto grado di distinzione per le donne che abbiano partorito e cresciuto dieci o più figli. La madre premiata e i suoi figli devono essere cittadini della Russia e formare una famiglia socialmente responsabile e che fornisca un adeguato livello di assistenza per la salute, l'educazione e lo sviluppo fisico, spirituale e morale.
Il titolo viene conferito alla madre quando il decimo figlio compie un anno di età e se i restanti figli sono vivi. Come rilevato nel decreto, all'atto del conferimento del titolo vengono considerati i figli deceduti o dispersi "nella difesa della Patria o dei suoi interessi, nell'esercizio di doveri militari o civili, nonché in conseguenza di atti terroristici ed emergenze", così come i figli "che sono deceduti a seguito di infortunio, commozione cerebrale o malattia subita nelle circostanze indicate, ovvero in conseguenza di infortunio sul lavoro o malattia professionale".
Alla madre eroica viene assegnato un segno di speciale distinzione: l'ordine della madre eroica, che viene indossato sul lato sinistro del petto sopra altri premi statali della Russia e dell'Unione Sovietica e un certificato di conferimento del titolo. In presenza di altre onorificenze della Federazione Russa il distintivo viene posto dopo quello di Eroe del lavoro della Federazione Russa.
Il Decreto del Presidente della Federazione Russa del 15 agosto 2022 n. 558 "Su alcune questioni relative al miglioramento del sistema di riconoscimento statale della Federazione Russa" stabilì che al momento del conferimento del titolo viene assegnato un incentivo monetario una tantum dell'importo di un milione di rubli (equivalenti nel giugno del 2023 a 10 735 euro). La procedura per il pagamento degli incentivi monetari è stabilita dal governo della Federazione Russa.

## Insegne
Il distintivo è una stella a cinque punte in oro con diamante e smalto. Tra le punte sono poste dei raggi in rodio. Al centro della stella è presente un medaglione rotondo che rappresenta lo stemma della Russia. Esso è ricoperto di smalto rosso e incorniciato da un bordo con la scritta convessa "МАТЬ-ГЕРОИНЯ". Sul rovescio, dal design molto semplice, è presente il numero di serie del distintivo. La distanza tra le estremità opposte della stella è di 30 millimetri.
Il distintivo è attaccato mediante un occhiello e un anello a un blocco quadrato di metallo dorato con un foro su entrambi i lati. Lungo la base del blocco sono presenti delle scanalature. La cornice è ricoperta da un nastro tricolore in seta moiré dei colori della bandiera di Stato della Federazione Russa. Al centro, il fiocco è legato con un anello decorativo con un diamante posto al centro. L'arco è largo 20 mm e lungo 30 mm. Il blocco ha un perno filettato con un dado sul retro per fissare il distintivo agli indumenti.